# 116e Panzerdivision
La 116e Panzerdivision était une division blindée de la Wehrmacht pendant la Seconde Guerre mondiale. Elle était surnommé la division lévrier (division windhund) d'où son emblème.

## Histoire

### Formation
La 116e Division a été constituée dans les régions de Rhénanie et de Westphalie, dans l'ouest de l'Allemagne, en mars 1944, à partir des restes de la 16e Panzergrenadier Division et de la 179e Panzer Division de réserve qui étaient saignées lors des opérations sur le Front de l'Est. Le 16e avait subi de lourdes pertes au combat sur le front de l'Est près de Stalingrad, et le 179e était une formation de deuxième ligne en service d'occupation en France depuis 1943.
La 116e division est stationnée en juin 1944 comme unité de réserve près de Mantes la Jolie dans la vallée de la Seine. La division attend l'ordre de monter au front, qu'elle obtient en juillet, puis est envoyée au sud de Caen.

### Front occidental
En juillet 1944, la division participe à la lutte contre le débarquement de Normandie, à la bataille de Normandie, puis est piégée dans la poche de Falaise à la suite de l'opération Cobra. Avec la 2e SS Panzer Division, elle était chargée de maintenir la poche ouverte pour permettre aux troupes allemandes de s'échapper. Elle réussit à s'échapper, tout en subissant des pertes épouvantables : seulement 600 fantassins étaient valides et 12 chars intacts. En octobre, elle combattit les forces américaines lors de la bataille d'Aix-la-Chapelle, la ville tombant aux mains des Américains le 21 octobre. Elle a été déplacée à Düsseldorf pour être rééquipée en matériel. Le 8 novembre, la division repousse une attaque de la 28e division d'infanterie américaine dans la forêt de Hürtgen lors de la plus grande bataille de la forêt de Hürtgen, reprenant la ville de Schmidt, donnant ainsi le nom à la 28e division « Bloody Bucket ».
La 116e participe ensuite à l'opération Wacht am Rhein dans les Ardennes. Le 10 décembre, avant l'offensive, elle est en partie rééquipée à l'arrière, avec 26 chars Panzer IV et 43 Panther et 25 chasseurs de chars Jagdpanzer IV (dont 13 prêts au combat). Cependant, il lui manquait encore une grande partie de son transport organique.  Initialement bloquée par la résistance, puis par de mauvais ponts lors des attaques pour traverser l'Our à Luetzkampen et Ouren, elle a fait marche arrière pour traverser la Belgique de Dasburg à Houffalize. La division s'est ensuite frayée un chemin comme fer de lance central de l'avancée sur la Meuse de Samrée à La Roche. Elle fut ensuite impliquée dans de violents combats à Hotton et à Verdenne, où elle fut repoussée lors de sa plus grande avancée dans les Ardennes.
Elle a ensuite retardé les forces alliées, permettant aux autres unités allemandes de battre en retraite, avant de se retirer au-dessus du Rhin en mars. Puis elle s'est opposée à l'avancée de la neuvième armée américaine à travers le Rhin, stoppant ainsi la percée alliée prévue et s'opposant également aux débarquements aéroportés de l'opération Varsity. Avec seulement 2 800 hommes et 10 chars contre 50 000 soldats alliés et chars de soutien, la division affronte les 30th ID, 35th ID, 85th ID, la 8th division blindée américaine ainsi que la 4th ID canadienne. Le 16 avril 1945, la majorité de la division fut contrainte de se rendre à la neuvième armée américaine, après avoir été piégée dans la poche de la Ruhr.  Les restes de la division ont continué à combattre dans les montagnes du Harz jusqu'au 30 avril, se rendant seulement après que toutes leurs ressources aient été épuisées.

## Emblèmes divisionnaires

Emblème de la 116e Panzerdivision

## Commandants
| Début             | Fin               | Nom                           | Grade                    |
| ----------------- | ----------------- | ----------------------------- | ------------------------ |
| 28 mars 1944      | 30 avril 1944     | Gerhard Müller                | Oberst                   |
| 1er mai 1944      | 13 septembre 1944 | Gerhard Graf von Schwerin     | Generalleutnant          |
| 15 septembre 1944 | 19 septembre 1944 | heinrich voitsberger          | generalmajor             |
| 20 septembre 1944 | Mai 1945          | Siegfried von Waldenburg (en) | Oberst puis Generalmajor |

## Ordre de bataille
1944
- Panzer-Grenadier-Regiment 60
- Panzer-Grenadier-Regiment 156
- Panzer-Regiment 16
- Panzer-Aufklärung-Abteilung 116
- Panzer-Artillerie-Regiment 146
- Panzer-Jäger-Abteilung 226
- Heeres-Flak-Artillerie-Abteilung 281
- Pionier-Battalion 675
- Nachrichten-Abteilung 228
- Nachschubtruppen 66

## Récompenses
- 13 membres de la 116e Panzerdivision sont faits Chevalier de la Croix de fer.